# Snov
Snov (tiếng Nga: Снов; tiếng Ukraina: Снов) là một sông tại tỉnh Bryansk của Nga và tỉnh Chernihiv của Ukraina. Đây là một phụ lưu hữu ngạn của sông Desna, thuộc lưu vực sông Dnepr.

## Mô tả
Chiều dài của sông là 253 km, diện tích lưu vực là 8.700 km2. Sông Snov đóng băng vào tháng 11-cuối tháng 1, duy trì cho đến tháng 3-đầu tháng 4. Một đoạn sông là biên giới giữa Nga và Ukraina.
Thung lũng sông phần lớn rộng 1,5–4 km, sông ở thượng lưu rộng từ 4 đến 14 m, vùng hạ lưu tăng lên 20–40 m, lớn nhất là 200 m. Nguồn nước sông phần lớn là từ tuyết tan. Sông được sử dụng để cung cấp nước, ở vùng hạ lưu tàu thuyền có thể di chuyển được. Dòng chảy rất quanh co. Vùng bãi bồi có nơi sình lầy.

## Vị trí
Sông bắt đầu gần làng Snovskoe, huyện Novozybkovsky, tỉnh Bryansk ở Nga, cách thành phố Novozybkov 7 km về phía đông nam. Sông chảy qua tỉnh Bryansk, trong khoảng 20 km sông đi dọc theo biên giới giữa Ukraina và Nga, sau đó tiến vào tỉnh Chernihiv. Trong tỉnh Chernihiv bên sông là thành phố Snovsk, làng Sedniv. Snov chảy vào Desna ở phía nam làng Brusiliv (huyện Chernihiv), cách thành phố Chernihiv 20 km.

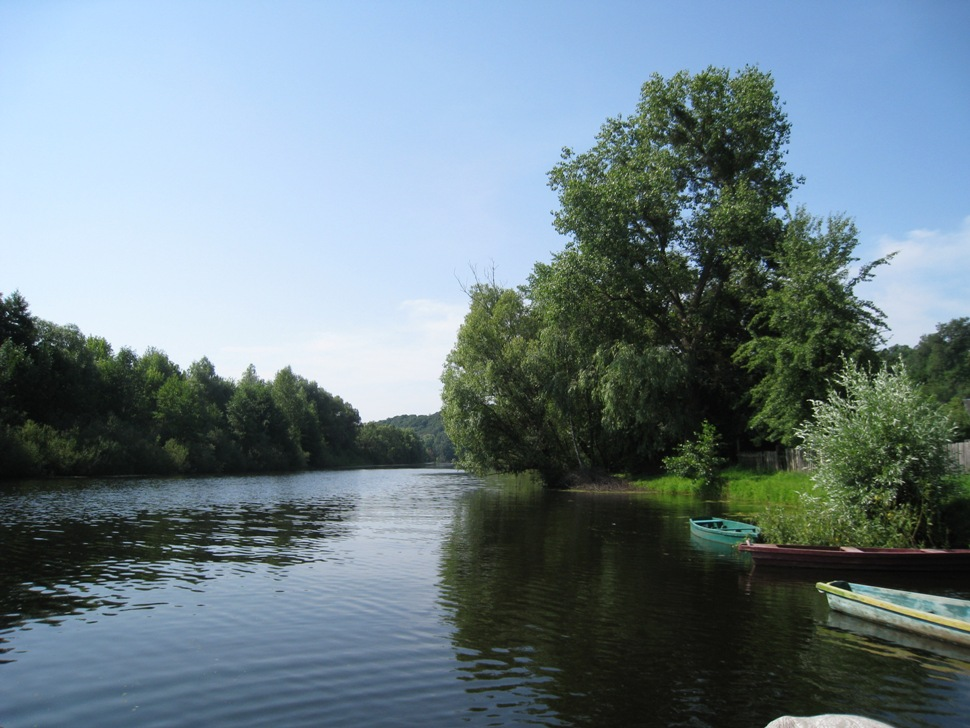
Sông Snov tại Sedniv

Phụ lưu hữu ngạn: Klyus, Irpa, Trubizh, Tsiata, Tetyva, Kholodnytsia, Mostyshche, Smiach, Kryukiv. Phụ lưu tả ngạn: Stratyva, Rakuzha, Bleshenka, Revna, Khmelynka, Yelinka, Il'kucha, Turchanka, Brech, Domna, Bihach.
Ven bờ sông Snov có rừng hỗn giao, cây bụi, cây cỏ các loại. Lau sậy mọc ở các vùng đầm lầy. Nước sông được sử dụng cho nền kinh tế, cũng như cung cấp nước cho các khu định cư gần đó. Trên sông có nhà máy thủy điện Sednivska.

## Lịch sử
Có một số cách giải thích về nguồn gốc tên sông: Từ tiếng Phạn - snā  - để tắm rửa, thực hiện nghi lễ rửa tội Từ tiếng Ba Tư -  snāvā  - dây; Từ tiếng Celt - snuadh (tiếng Ireland) - suối; snu  - chảy, dòng chảy; Từ tiếng Ả Rập - san - rắn. Cách giải thích theo tiếng Celt được coi là có khả năng xảy ra cao nhất, vì có nhiều từ ghép với các từ đồng nghĩa của tiếng Celt xuất hiện quanh sông như Manyuki, Manev, Kamenka, Chernyatyn, Brakhlov.
Theo các biên niên sử Ruthenia, vào năm 1068 tại khu vực sông Snov từng diễn ra một trận đánh giữa Công tước Chernihiv Sviatoslav Yaroslavich và quân Cuman dưới quyền Công tước Sharukan.